# James White (football américain, 1992)
Pour les articles homonymes, voir James White et White.
(en) Statistiques sur pro-football-reference
James White, né le 3 février 1992 à Fort Lauderdale, Floride, est un joueur américain de football américain qui a évolué au poste de running back. Sélectionné en 130e position lors du quatrième tour de la draft 2014 de la NFL par les Patriots de la Nouvelle-Angleterre, il y passe sa carrière professionnelle entière de huit saisons et y remporte trois Super Bowls.

## Biographie

### Carrière universitaire
Running back des Badgers du Wisconsin, James White est nommé débutant de l'année de la Big Ten en 2010. Il court pour 1 052 yards et inscrit 14 touchdowns menant les Badgers au Rose Bowl 2011 à Pasadena en Californie. Il court pour 100 yards lors de 17 rencontres universitaires malgré un partage des jeux offensifs avec John Clay, Montee Ball et Melvin Gordon. Le 16 novembre 2013, White court pour 205 yards contre Indiana, son record en carrière. Au total, il court pour 4 015 yards en quatre saisons pour l'université du Wisconsin.

### Carrière professionnelle

#### Débuts (2014-2015)
James White est sélectionné en 130e position lors du quatrième tour de la draft 2014 de la NFL par les Patriots de la Nouvelle-Angleterre. Il n'est actif que lors de trois rencontres de sa première saison avec les Patriots. Il continue à se développer dans l'ombre pendant toute la saison et remporte le Super Bowl XLIX depuis les tribunes. White travaille encore dans l'effectif des Patriots lors de la saison 2015 et montre ses progrès lors de la 11e semaine de la saison 2015 lors de laquelle il inscrit deux touchdowns contre les Bills de Buffalo après la blessure de Dion Lewis. Il obtient plus de temps de jeu et attrape 10 passes pour un total de 115 yards gagnés lors de la défaite contre les Eagles de Philadelphie deux semaines plus tard.

#### Saison de la révélation (2016)
Dion Lewis étant blessé au début de la saison, James White commence la saison comme deuxième option au poste de running back derrière LeGarrette Blount. Il offre une option différente avec des jeux de passes à écran. Lors du retour de suspension de Tom Brady en semaine 5, il attrape 4 passes pour 63 yards. Une semaine plus tard, il inscrit deux touchdowns  pour la première fois de sa carrière NFL contre les Bengals de Cincinnati. Il est très actif pendant cette rencontre avec huit réceptions et sept courses pour un total de 66 yards. White inscrit son troisième touchdown de la saison la semaine suivante contre les Steelers de Pittsburgh. Contre les 49ers de San Francisco et les Jets de New York, il inscrit de nouveau un touchdown pour terminer la saison avec cinq unités. Il finit la saison comme l'un des cinq running back à avoir gagné plus de 500 yards à la passe lors de la saison 2016.
Lors du Super Bowl LI, il inscrit trois touchdowns et notamment le dernier, en prolongation, permettant aux Patriots de la Nouvelle-Angleterre de réaliser le plus impressionnant retour de l'histoire du Super Bowl avec 31 points inscrits consécutivement pour gagner 34 à 28. Il bat le record de réceptions au Super Bowl avec 14 ballons attrapés et avance pour un total de 110 yards.

#### Carrière ultérieure (2017-2021)
Le 18 avril 2017, White signe une prolongation de contrat de trois ans d'un montant de 12 millions de dollars pour rester avec les Patriots,.
Le 24 mars 2021, il signe un nouveau contrat d'un an d'un montant de 2,5 millions de dollars avec les Patriots. En semaine 3 de la saison 2021, il subit une blessure à la hanche et est placé sur la liste des blessés le 1er octobre 2021.
Le 15 mars 2022, il signe une prolongation de deux ans d'un montant de 5 millions de dollars. Cependant, il annonce prendre sa retraite du football américain professionnel sur Twitter le 10 août 2022 un mois avant le début de la saison régulière 2022.

## Statistiques

### Universitaires
| Année  | Équipe               | MJ     |     | Courses | Courses | Courses | Courses |       | Passes réceptionnées | Passes réceptionnées | Passes réceptionnées | Passes réceptionnées |
| Année  | Équipe               | MJ     | Nb. | Yards   | Moy.    | TD      | Nb.     | Yards | Moy.                 | TD                   |                      |                      |
| 2010   | Badgers du Wisconsin | 12     | 156 | 1052    | 6,7     | 14      | 11      | 88    | 8,0                  | 0                    |                      |                      |
| 2011   | Badgers du Wisconsin | 13     | 141 | 713     | 5,1     | 6       | 15      | 150   | 10,0                 | 0                    |                      |                      |
| 2012   | Badgers du Wisconsin | 14     | 125 | 806     | 6,4     | 12      | 8       | 132   | 16,5                 | 1                    |                      |                      |
| 2013   | Badgers du Wisconsin | 13     | 221 | 1444    | 6,5     | 13      | 39      | 300   | 7,9                  | 2                    |                      |                      |
| Totaux | Totaux               | Totaux | 643 | 4 015   | 6,2     | 45      | 73      | 670   | 9,2                  | 3                    |                      |                      |

### Professionnelles
| Année  | Équipe                             | MJ     |     | Courses | Courses | Courses | Courses |       | Passes réceptionnées | Passes réceptionnées | Passes réceptionnées | Passes réceptionnées |
| Année  | Équipe                             | MJ     | Nb. | Yards   | Moy.    | TD      | Nb.     | Yards | Moy.                 | TD                   |                      |                      |
| 2014   | Patriots de la Nouvelle-Angleterre | 3      | 9   | 38      | 4,2     | 0       | 5       | 23    | 4,6                  | 0                    |                      |                      |
| 2015   | Patriots de la Nouvelle-Angleterre | 14     | 22  | 56      | 2,5     | 2       | 40      | 410   | 10,3                 | 4                    |                      |                      |
| 2016   | Patriots de la Nouvelle-Angleterre | 16     | 39  | 166     | 4,3     | 0       | 60      | 551   | 9,2                  | 5                    |                      |                      |
| 2017   | Patriots de la Nouvelle-Angleterre | 14     | 43  | 171     | 4       | 0       | 56      | 429   | 7,7                  | 3                    |                      |                      |
| 2018   | Patriots de la Nouvelle-Angleterre | 16     | 94  | 425     | 4,5     | 5       | 87      | 751   | 8,6                  | 7                    |                      |                      |
| 2019   | Patriots de la Nouvelle-Angleterre | 15     | 67  | 263     | 3,9     | 1       | 72      | 645   | 9,0                  | 5                    |                      |                      |
| 2020   | Patriots de la Nouvelle-Angleterre | 14     | 35  | 121     | 3,5     | 2       | 49      | 375   | 7,7                  | 1                    |                      |                      |
| 2021   | Patriots de la Nouvelle-Angleterre | 3      | 10  | 38      | 3,8     | 1       | 12      | 94    | 7,8                  | 0                    |                      |                      |
| Totaux | Totaux                             | Totaux | 319 | 1 278   | 4,0     | 11      | 381     | 3 278 | 8,6                  | 25                   |                      |                      |

| Année  | Équipe                             | MJ     |     | Courses | Courses | Courses | Courses |       | Passes réceptionnées | Passes réceptionnées | Passes réceptionnées | Passes réceptionnées |
| Année  | Équipe                             | MJ     | Nb. | Yards   | Moy.    | TD      | Nb.     | Yards | Moy.                 | TD                   |                      |                      |
| 2015   | Patriots de la Nouvelle-Angleterre | 2      | 6   | 16      | 2,7     | 0       | 7       | 84    | 12,0                 | 0                    |                      |                      |
| 2016   | Patriots de la Nouvelle-Angleterre | 3      | 7   | 29      | 4,1     | 2       | 18      | 137   | 7,6                  | 2                    |                      |                      |
| 2017   | Patriots de la Nouvelle-Angleterre | 3      | 14  | 60      | 4,3     | 3       | 9       | 72    | 8,0                  | 1                    |                      |                      |
| 2018   | Patriots de la Nouvelle-Angleterre | 3      | 8   | 27      | 3,4     | 0       | 20      | 151   | 7,6                  | 0                    |                      |                      |
| 2019   | Patriots de la Nouvelle-Angleterre | 1      | 1   | 14      | 14,0    | 0       | 5       | 62    | 12,4                 | 0                    |                      |                      |
| Totaux | Totaux                             | Totaux | 36  | 146     | 4,1     | 5       | 59      | 506   | 8,6                  | 3                    |                      |                      |